# Louis Rapkine
Louis Rapkine, né à Tchichenitch (Biélorussie - Empire Russe) le 14 juillet 1904 et mort à Paris le 13 décembre 1948, est un biochimiste français d'origine juive russe.

## Biographie
Il étudie la médecine à Montréal au Canada, puis la zoologie et la physiologie de la reproduction à Paris de 1924 à 1927. Il devient chercheur à Paris et à Cambridge. 
Il anime, à partir de 1936, l'accueil en France des scientifiques juifs persécutés ou réfugiés politiques d'Allemagne, Autriche, Espagne et Portugal. De 1940 à 1944, en compagnie d'Henri Laugier, avec la Fondation Rockefeller et dans le cadre de la France libre, il organise aux États-Unis et en Grande-Bretagne le sauvetage des scientifiques français ou déjà réfugiés en France. 
En 1946, il crée le service de chimie cellulaire à l'Institut Pasteur.